# 上浦駅
上浦駅（かみうらえき）は、福岡県朝倉市上浦にある西日本鉄道（西鉄）甘木線の駅。駅番号はA03。

## 歴史
- 1921年（大正10年）12月8日：三井電気軌道の駅として開業。
- 1924年（大正13年）6月30日：九州鉄道に合併。同社の駅となる。
- 1942年（昭和17年）
  - 9月19日：九州電気軌道に合併。同社の駅となる。
  - 9月22日：九州電気軌道が西日本鉄道に社名変更。
- 1989年（平成元年）10月1日：無人化。
- 2008年（平成20年）5月18日：ICカード乗車券「nimoca」使用開始に伴い、ICカード簡易改札機が設置される。
- 2017年（平成29年）2月1日：駅ナンバリングを導入[1]。
- 2021年（令和3年）4月1日：駅集中管理システムを導入[2][3]。

## 駅構造
単式1面1線ホームを持つ地上駅である。無人駅。
のりば
| ホーム | 路線        | 方向 | 行先                       | 備考 |
| ------ | ----------- | ---- | -------------------------- | ---- |
| 1      | ■西鉄甘木線 | 下り | 甘木方面                   |      |
| 1      | ■西鉄甘木線 | 上り | 宮の陣・久留米・大牟田方面 |      |

## 利用状況
2024年度の1日平均乗降人員は117人で。
| 年度               | 1日平均 乗車人員 | 1日平均 乗降人員 |
| ------------------ | ---------------- | ---------------- |
| 2011年（平成23年） |                  | 144              |
| 2012年（平成24年） |                  | 159              |
| 2013年（平成25年） |                  | 153              |
| 2014年（平成26年） |                  | 150              |
| 2015年（平成27年） |                  | 122              |
| 2016年（平成28年） |                  | 117              |
| 2017年（平成29年） |                  | 110              |
| 2018年（平成30年） |                  | 106              |
| 2019年（令和元年） |                  | 102              |
| 2020年（令和02年） |                  | 89               |
| 2021年（令和03年） |                  | 89               |
| 2022年（令和04年） |                  | 105              |
| 2023年（令和05年） |                  | 111              |
| 2024年（令和06年） |                  | 117              |

## 駅周辺
周辺には田畑が広がっている。
- 大分自動車道
- 甘木双葉幼稚園
- 国道322号
- 平塚川添遺跡

## 隣の駅
西日本鉄道
■甘木線
本郷駅 (A04) - 上浦駅 (A03) - 馬田駅 (A02)